# Überzeugungsverbrechen
Als Überzeugungsverbrechen oder Überzeugungstaten werden im Anschluss an Gustav Radbruch (1878–1949) kriminelle Handlungen bezeichnet, die aus politischer, religiöser oder sonst wie weltanschaulicher Überzeugung heraus begangen werden.

## Geschichte des Begriffs
Der Begriff Überzeugungsverbrecher wurde erstmals im Jahre 1913 durch Gustav Radbruch zur Diskussion gestellt. Er verstand hierunter einen Täter, der „sich zu der Tat aufgrund seiner sittlichen, religiösen oder politischen Überzeugung verpflichtet“ halte. Einem solchen Täter gegenüber lehnte Radbruch alle Formen von moralischem Pathos ab: Der Staat habe es im Falle von Überzeugungstaten mit „Andersdenkenden“ zu tun, die dem Staat gegenüber sittlich weder als unterlegen noch als überlegen betrachtet werden dürften.
Die „gleichgeordnete“ Stellung, die Radbruch Überzeugungstätern zubilligte, beruht nach der in der Sekundärliteratur überwiegend vertretenen Ansicht auf seiner relativistischen Rechtsphilosophie. Ähnlich wie Max Weber hielt es auch Radbruch für unmöglich, zu einer rationalen Entscheidung bezüglich der Richtigkeit unterschiedlicher Weltanschauungen zu gelangen. Werte seien nur des Bekenntnisses, nicht der Erkenntnis fähig.
Rechtspolitisch forderte Radbruch eine besondere Strafart für Überzeugungstäter ein: die sogenannte Einschließung. Der entsprechende Passus in dem von ihm ausgearbeiteten Entwurf eines Allgemeinen Deutschen Strafgesetzbuches aus dem Jahre 1922 (E 1922) lautete:
§ 71. An Stelle von strengem Gefängnis und Gefängnis tritt Einschließung von gleicher Dauer, wenn der ausschlaggebende Beweggrund des Täters darin bestand, daß er sich zu der Tat auf Grund seiner sittlichen, religiösen oder politischen Einstellung für verpflichtet hielt.
Mit der Einschließung sollte keineswegs eine Privilegierung von Überzeugungstaten im Sinne milderer Sanktionen verbunden sein. Dies macht schon die Formulierung des E 1922 („Einschließung von gleicher Dauer“) deutlich. Die Einschließung hatte einen rein sichernden, maßnahmeartigen Charakter, der im Einzelfall eben auch zu einer lebenslangen Sicherung vor dem „andersdenkenden“ Überzeugungstäter führen konnte.